# Юний Ленінець
Юний Ленінець (рос. Юный Ленинец) — селище у Новосибірському районі Новосибірської області Російської Федерації.
Входить до складу муніципального утворення Мічурінська сільрада. Населення становить 1359 осіб (2010).

## Історія
Згідно із законом від 2 червня 2004 року органом місцевого самоврядування є Мічурінська сільрада.

## Населення
| 2002 | 2007 | 2010  |
| ---- | ---- | ----- |
| 669  | ↗915 | ↗1359 |